# Portada/article desembre 27

## Batalla de Muret
La batalla de Muret (en occità batalha de Murèth) va ser una important batalla que va tenir lloc a Muret, al sud de Tolosa de Llenguadoc, el 12 de setembre del 1213, i que va enfrontar Ramon VI de Tolosa i els seus aliats, Pere el Catòlic d'Aragó i Barcelona, Bernat V de Comenge i Ramon Roger I de Foix contra els croats i les tropes de Felip II de França, comandades per Simó IV de Montfort que participaven en la Croada albigesa. Simó de Montfort va guanyar la batalla, en la qual va morir Pere el Catòlic. La batalla de Muret va marcar el preludi de la dominació francesa sobre Occitània i la fi de l'expansió catalana a Occitània.